# Minthostachys
Minthostachys, biljni rod iz porodice usnača smješten u podtribus Clinopodiinae, dio tribusa Saturejeae, potporodica Nepetoideae.
Sastoji se od 16 priznatih vrsta (17 kod Kew–a ) autohtonih na Andama Perua, Bolivije, Ekvadora, Kolumbije i Argentine. Vrsta Minthostachys verticillata (Griseb.) Epling, ljekovita vrsta, lokalno poznata kao “peperina”, možda je sinonim za Minthostachys mollis. 

## Opis
Grmovite penjačice sezonski suhog tropskog bioma.

## Vrste
1. Minthostachys acris Schmidt-Leb.
2. Minthostachys acutifolia Epling
3. Minthostachys andina (Britton ex Rusby) Epling
4. Minthostachys diffusa Epling
5. Minthostachys dimorpha Schmidt-Leb.
6. Minthostachys elongata Schmidt-Leb.
7. Minthostachys fusca Schmidt-Leb.
8. Minthostachys glabrescens (Benth.) Epling
9. Minthostachys latifolia Schmidt-Leb.
10. Minthostachys mollis (Benth.) Griseb.
11. Minthostachys ovata (Briq.) Epling
12. Minthostachys rubra Schmidt-Leb.
13. Minthostachys salicifolia Epling
14. Minthostachys septentrionalis Schmidt-Leb.
15. Minthostachys setosa (Briq.) Epling
16. Minthostachys spicata (Benth.) Epling

## Sinonimi
- Bystropogon sect. Minthostachys Benth., bazionim